# Raffinerie Engelsberg

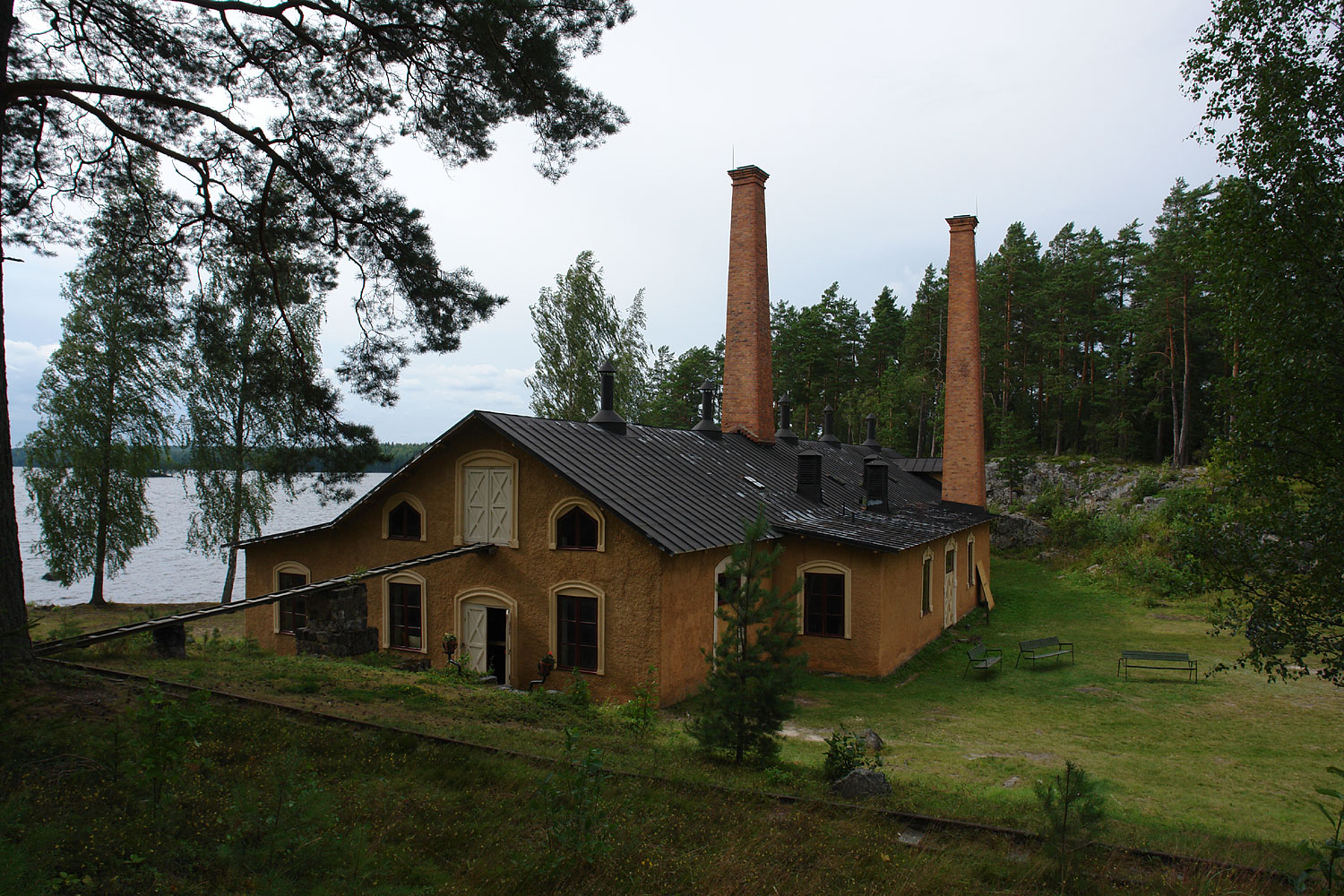
Raffinerie auf Oljeön

Die Raffinerie Engelsberg ist die älteste noch erhaltene Erdölraffinerie der Welt. Sie wurde 1875 auf der Insel Barrön, die den Beinamen Oljeön (Ölinsel) trägt, im schwedischen See Åmänningen angelegt.
Die Anlage befindet sich in der Gemeinde Fagersta, die zur historischen Provinz Västmanland gehört. Die Fabrik wurde aus Sicherheitsgründen in dieser abgelegenen Gegend angelegt und produzierte hauptsächlich Petroleum, Waffenfett und Schmiermittel für Maschinen. Das Rohöl wurde überwiegend aus den USA importiert. Die Produktion wurde in den 1920er Jahren eingestellt, da die Zölle abgeschafft wurden, die bis dahin auf konkurrierende Produkte aus dem Ausland berechnet wurden. Die Raffinerie ist heute ein Museum, das im Sommerhalbjahr für die Öffentlichkeit geöffnet ist. Zur Insel verkehrt eine Personenfähre.
In der Nähe befindet sich das Hüttenwerk Engelsberg, das zum UNESCO-Welterbe zählt.
Koordinaten: 59° 57′ 23″ N, 16° 0′ 15″ O